# Seututie 138
Pour les articles homonymes, voir Route 138.
La route régionale 138 (finnois : Seututie 138) est une route régionale allant de la kantatie 45 à Vantaa jusqu'à la  seututie 135 à Vantaa en Finlande,,.

## Présentation
La seututie 138 est une route régionale d'Uusimaa.
A côté  de la Lentoasemantie partant du Kehä III, elle est un  axe de transport important vers à l'aéroport d'Helsinki-Vantaa.